# Leangen Ishall
Die Leangen Ishall ist ein Eishockeystadion in Trondheim, Norwegen.

## Geschichte
Die Leangen Ishall wurde 1977 eröffnet und war respektive ist seither Heimspielstätte der professionellen Eishockeymannschaften Trondheim Black Panthers sowie Rosenborg IHK aus der 1. divisjon.